# Église Saint-Patrice de Rivière-du-Loup
L'église Saint-Patrice est une église catholique à Rivière-du-Loup au Québec (Canada). Elle fait partie du site patrimonial de la paroisse de Saint-Patrice. Elle a été érigée en 1855. Elle est nommée en l'honneur de saint Patrice.

## Description

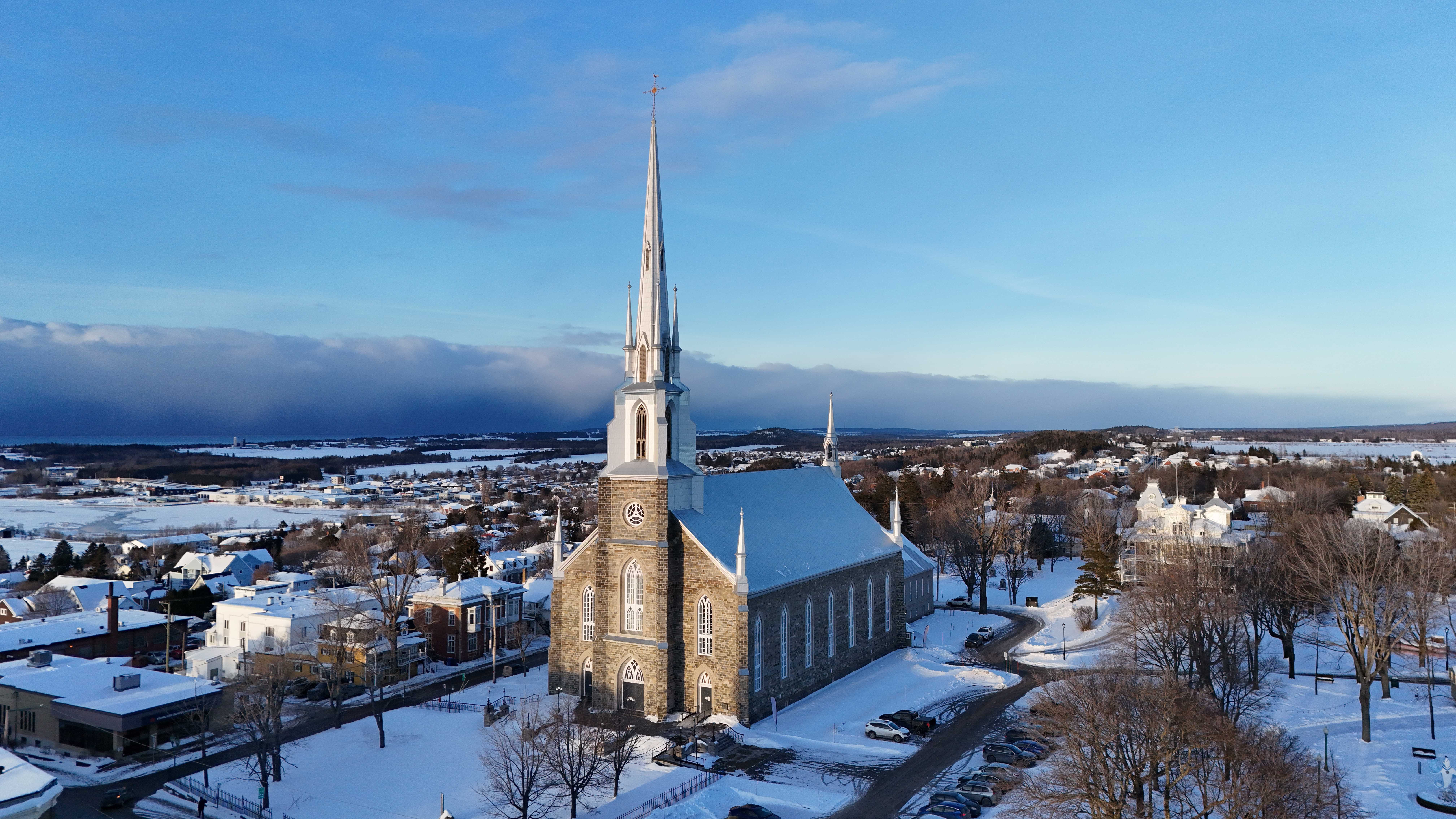
Vue aérienne de l'église Saint-Patrice en 2025

L'église Saint-Patrice est située au cœur de Rivière-du-Loup au Bas-Saint-Laurent (Québec). Elle est sise au 121, rue Lafontaine au sein du site patrimonial de la paroisse de Saint-Patrice. Il s'agit d'une église paroissiale catholique faisant partie du diocèse de Sainte-Anne-de-la-Pocatière.

## Histoire

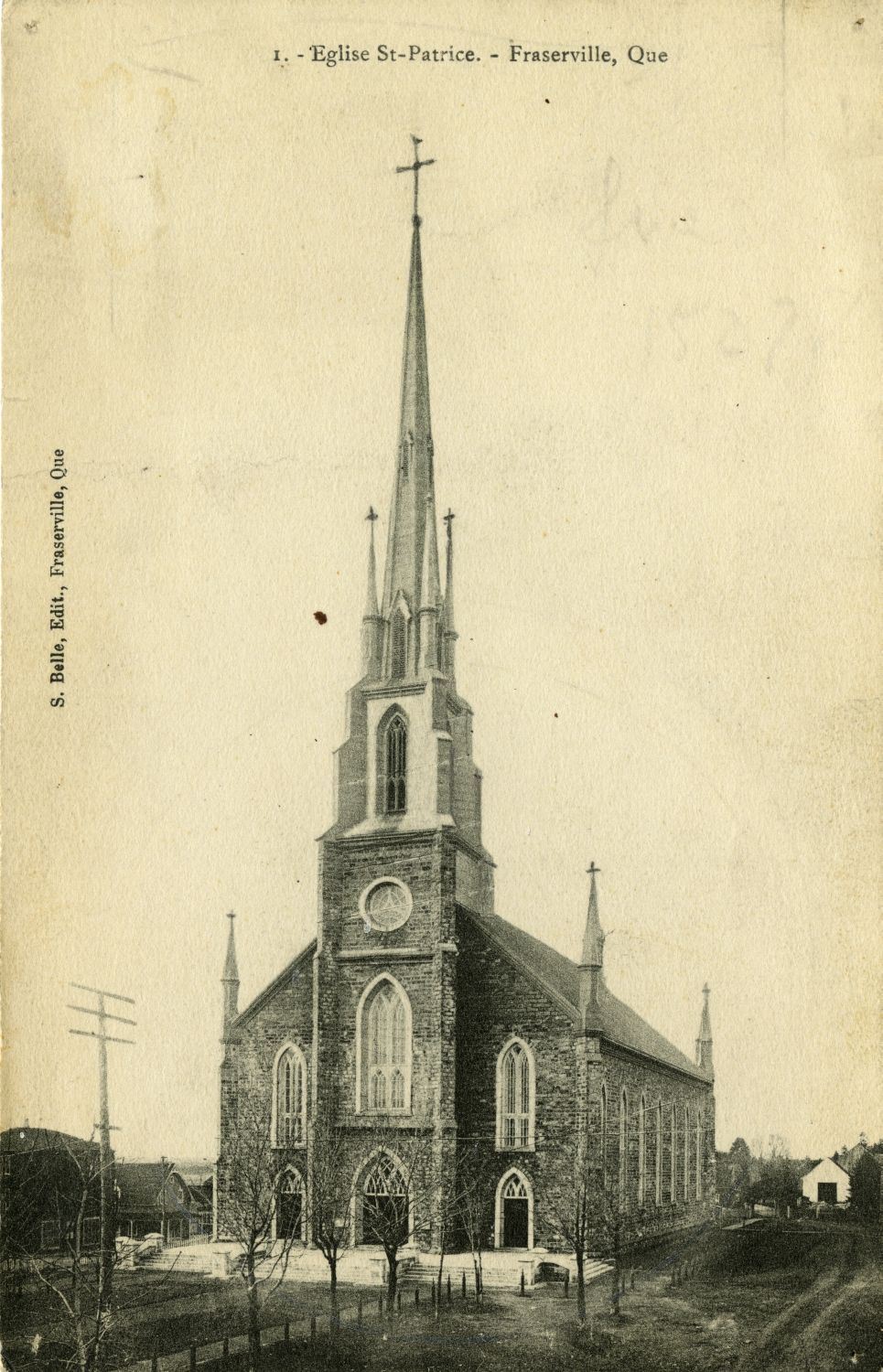
L'église Saint-Patrice en 1900

Au début du XIXe siècle, la construction de plusieurs moulins à scie amène un mouvement résidentiel de la population ouvrière. Ainsi, il devient nécessaire de construire un lieu religieux à proximité de ce nouveau noyau de population.
En 1855, les travaux de l’église Saint-Patrice débutent grâce à la donation d’un terrain de la part du seigneur de Fraserville, William Fraser. Celui-ci étant anciennement anglican, la concession de ce terrain témoigne de sa conversion au catholicisme afin d’épouser sa femme, Anaïs de Gaspé. La construction de l’église se réalise selon les plans de l’architecte québécois Charles-Philippe-Ferdinand Baillairgé. L’église a été construite sur un terrain en hauteur facile à voir, choisi par le seigneur, près de l’église anglicane Saint-Bartholomew. L’année suivante, l’église de tradition catholique ouvre officiellement ses portes à la population.
Vers 1870, Charles Bernier, Georges Pelletier et Timothée Lebel finalisent la construction du clocher de l’église.
Le 24 février 1883, un incendie de grande envergure se produit pendant que des ouvriers finalisent l’intérieur de l’édifice. Seuls les murs de l’église tiennent le coup et il est alors nécessaire d’entamer des travaux de reconstruction. L’architecte David Ouellet supervise la reconstruction tout en amenant des nouveautés à son architecture, notamment dans la forme du contrefort et du clocher.
Le développement urbain de Fraserville en tant que métropole du Bas-Saint-Laurent durant la même période mène à la construction de plusieurs institutions aux alentours de la paroisse.

## Architecture

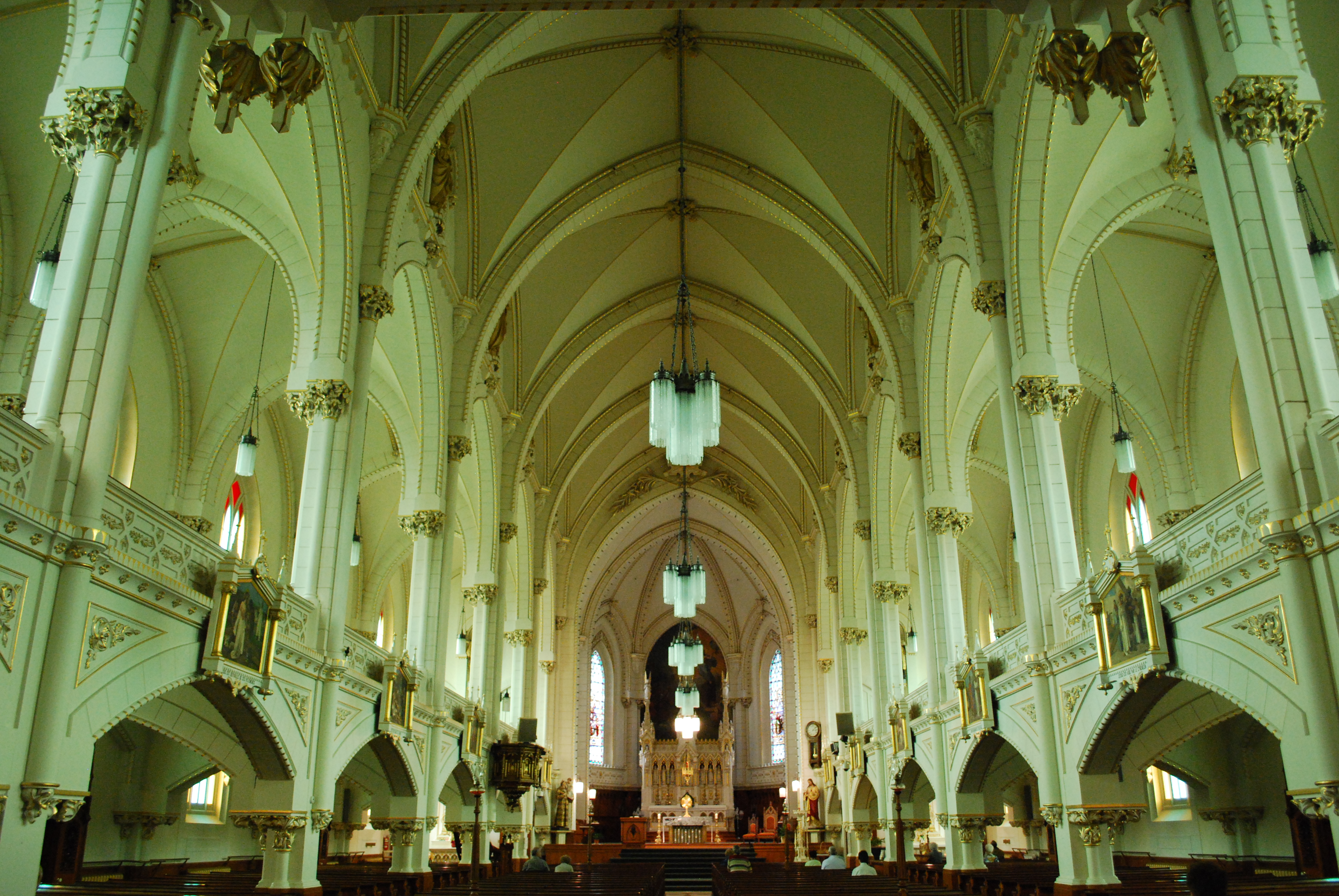
Intérieur de l'église Saint-Patrice en 2013

L’architecture de l’église Saint-Patrice de Rivière-du-Loup est principalement d’inspiration néogothique, un style récurrent pour les églises québécoises construites au XIXe siècle. Ce style fait revivre des formes médiévales, notamment avec ces grands murs en pierre.
Lorsqu’il a reçu la commande pour la construction de l’église de la part de la paroisse, en 1850, Charles Baillairgé avait surtout à son répertoire des œuvres néoclassiques. Cependant, le prestige des basiliques Notre-Dame et Saint-Patrick de Montréal a incité la paroisse à réclamer ce style néogothique. L’influence de la basilique Notre-Dame de Montréal est également perceptible à travers les premiers dessins de Baillairgé, qui comportaient une église à deux tours avec un chevet plat. Il s’est finalement ravisé et a opté pour une tour centrale. L’intérieur, quant à lui, a été dessiné par l’architecte Napoléon Bourassa, puis a été plus tard décoré par des œuvres du peintre Charles Huot et du sculpteur Louis Jobin.
En 1883, lorsqu’il a dû reconstruire l’église, l'architecte David Ouellet a conservé les murs en pierres ayant survécu à l’incendie ainsi que l’inspiration néogothique dessinée par Charles Baillairgé en réutilisant notamment de grandes fenêtres à arc brisé.

## Patrimoine
En 2008, la paroisse de Saint-Patrice devient un patrimoine religieux. En 2012, elle est reconnue comme un site patrimonial.
Le chœur de l'église comprend quatre vitraux représentant les activités de saint Patrice.
L'église Saint-Patrice comprend un orgue datant de 1989.